# Nguyễn Văn Công
Nguyễn Văn Công (ur. 21 kwietnia 1998) – wietnamski zapaśnik walczący w stylu wolnym. Triumfator igrzysk Azji Południowo-Wschodniej w 2019. Pierwszy na mistrzostwach Azji Południowo-Wschodniej w 2022. Ósmy na mistrzostwach Azji juniorów w 2017 roku.